# Mazcaya
Mazcaya är en ort i Mexiko.   Den ligger i kommunen Tlacolulan och delstaten Veracruz, i den sydöstra delen av landet, 230 km öster om huvudstaden Mexico City. Mazcaya ligger 1 632 meter över havet och antalet invånare är 269.
Terrängen runt Mazcaya är bergig. Runt Mazcaya är det ganska tätbefolkat, med 172 invånare per kvadratkilometer. Närmaste större samhälle är Xalapa, 14,8 km söder om Mazcaya. I omgivningarna runt Mazcaya växer huvudsakligen savannskog.